# 川原代村
川原代村（かわらしろむら）とは、茨城県北相馬郡にかつて存在した村である。現在の茨城県龍ケ崎市の西部に位置している。
村の南西部には小貝川が流れている。

## 沿革
- 1889年（明治22年）4月1日 - 町村制施行に伴い、川原代村1村がそのまま北相馬郡川原代村として発足。
- 1954年（昭和29年）3月20日 - 北相馬郡北文間村、稲敷郡馴柴村、大宮村、八原村、長戸村とともに稲敷郡龍ケ崎町へ編入され、消滅。龍ケ崎町は同日市制施行し龍ケ崎市となる。